# Дениче
Дениче (итал. Denice) — коммуна в Италии, располагается в регионе Пьемонт, в провинции Алессандрия.
Население составляет 202 человека (2008 г.), плотность населения составляет 27 чел./км². Занимает площадь 7 км². Почтовый индекс — 15010. Телефонный код — 0144.
Покровителем коммуны почитается святой Лаврентий, празднование 10 августа.

## Демография
Динамика населения:

## Администрация коммуны
- Официальный сайт: http://www.comunedenice.it/public/den/index.php